# Gârbău
Gârbău est une commune de Transylvanie, en Roumanie, dans le județ de Cluj. Elle est composée des villages Gârbău, Cornești, Nădășelu, Turea et Viștea.